# Petrichevich-Horváth Ida
Széplaki Petrichevich-Horváth Ida, bethleni gróf Bethlen Miklósné (1836 – Bécs, 1877. december 6.) költőnő.
Gróf Bethlen Miklós magyar királyi honvéd-huszár őrnagy felesége volt. Az 1850-es években több költeménye jelent meg Izidora név alatt szépirodalmi lapjainkban. Önállóan megjelent munkája:
Izidora dalaiból. Kolozsvár, 1864. Online